# Плен, Карл Коппинг
Карл Коппинг Плен (англ. Carl Copping Plehn, 20 июня 1867, Провиденс, Род-Айленд, США — 1945, США) — американский экономист.

## Биография
После окончания Брауновского университета в 1889 году он учился два года в Геттингенском университете, где в 1891 году защитил диссертацию доктора философии.
После возвращения из Германии в США Карл Плен получил работу ассистента профессора истории и политических наук в Миддлбери колледже. Год спустя в 1893 году он занял аналогичную должность в Калифорнийском университете.
В 1897 году Плен был доцентом кафедры экономики, в следующем году, доцентом кафедры финансов и деканом факультета вновь созданного колледжа торговли. В 1926 году он стал профессором финансов, эту должность он занимал вплоть до своей отставки в 1937 году.
Президент Американской экономической ассоциации в 1923 году.

## Публикации

### Книги
- Finances Of The United States In The Spanish War: Three Lectures (1898)
- Taxation of public service corporations (1907)
- The San Francisco clearing house certificates of 1907—1908 (1909)
- Government finance in the United States (1915)
- Introduction to public finance (1921)

### Статьи
- The General Property Tax. The ANNALS of the American Academy of Political and Social Science, 1897, V 10, pp. 145—147
- Commerce and Tariffs in the Philippines. Journal of Political Economy, 1902, V 10.
- The Adjustment of Street-Car Men’s Wages in San Francisco. Journal of Political Economy, 1903, V 12.
- «Review of Seligman’s Income Tax», 1915, The American Economic Review